# カルロス・フェリペ・ロドリゲス
カルロス・フェリペ・ロドリゲス・ランヘル（スペイン語: Carlos Felipe Rodríguez Rangel、1989年4月3日 - ）は、メキシコのサッカー選手。ポジションはGK。

## クラブ歴
モナルカス・モレリアの下部組織出身。2008年にトップチームに昇格した。
2017年にクラブ・レオンに移籍。2018年にアトレティコ・サン・ルイスに移籍、主将となった。

## 代表歴
コパ・アメリカ2011の際にメキシコ代表に招集されたが出場は無かった。

## 家族
いとこのモイセス・ムニョスもメキシコ代表の元サッカー選手。